# 考德威爾山
考德威爾山（英語：Mount Caldwell），是南極洲的山峰，位於埃爾斯沃思地的瑟斯頓島西端，處於洛佩斯山東南面6公里，在1946年12月根據美國海軍拍攝的空中照片繪入地圖，現時由南極條約體系管理。